# Hüseyinpınar, Lalapaşa
Hüseyinpınar là một xã thuộc huyện Lalapaşa, tỉnh Edirne, Thổ Nhĩ Kỳ. Dân số thời điểm năm 2011 là 21 người.